# Старый дворец (Белград)
Ста́рый дворе́ц (серб. Стари двор / Stari dvor) и Новый дворец в Белграде — это первый дворцовый комплекс правящих династий Обреновичей и Карагеоргиевичей в Сербии. Памятник культуры. Дворцовый комплекс является одним из самых репрезентабельных сооружений в Сербии.

## История
История строительства дворца уходит корнями в 1840-е годы. Болотистый участок, на месте которого сегодня разбит Пионерский и Девичий парк, между улицами короля Милана и королевы Натальи, купил Стоян Симич. Он был одним из самых влиятельных людей в княжестве Сербии, лидер конституционализма и председатель Государственного совета. Симич осушил болотистую землю, покрыл участок дополнительным слоем земли и выровнял местность. На левой стороне нынешней улицы короля Милана он построил дом (1840—1842 года), который позже получил название «Старая резиденция». Приобретение этого особняка с садом, для размещения в нем дворца князя Александра Карагеоргиевича (1842—1843 года), положило начало созданию первого дворцового комплекса в Белграде. Здание тщательно отремонтировано и значительно расширено, сад обнесен оградой. Остальная часть болотистого участка также была осушена и благоустроена под сад. Все было сделано в тогдашней традиции народного строительства и ботанической практики. Приданием саду репрезентабельного вида занялась еще княгиня Персида Карагеоргиевич. Дворцовый сад был разделен на две части — парковую, ухоженную часть с видом на улицу, которая входила в дворцовый комплекс, и, собственно, сад за оградой. В центральной части парка находился фонтан со скульптурой «Девушки с кувшином», заказанной в Вене. С средины 19 века, вокруг Старой резиденции, как центральной в комплексе, построен ряд зданий: Малый дворец, Дворец престолонаследника (Здание министерства иностранных и внутренних дел), здание для дворцовой стражи и несколько вспомогательных построек, которые можно было видеть со стороны улиц Дворцовой (ныне Драгослава Йованович) и улиц князя Милоша и Крунской. Ни одно из вышеупомянутых зданий не сохранилось до сих пор.
В период становления независимого государства после Берлинского конгресса (1882) возникла идея превратить дворцовый комплекс в королевскую резиденцию, в свете подготовки к провозглашению Королевства Сербии (1882). Проект архитектора Александра Бугарского, одного из выдающихся представителей сербской архитектуры конца 19 — начала 20 века, предполагал, что будущий дворец будет состоять из трёх частей. В центральной части, на месте Старой резиденции, предполагалось построить дворец для королевской семьи. Справа от Старой резиденции было предусмотрено крыло для дворца престолонаследника, в то время как левое крыло предназначалось для приёмов и дипломатических визитов. Из этого проекта построено только левое крыло, которое называют Старым дворцом. Правое крыло построено тридцать лет спустя как «Новый дворец» по современному проекту.
Старый дворец построен в периоде с 1881 по 1884 гг. на месте бывшего Малого дворца князя Михаила на углу улиц короля Милана и Дворцовой (ныне Драгослава Йовановича). Проект разработал архитектор Александар Бугарский на основании идеи и по поручению самого короля Милана Обреновича. Оформлением интерьера Старого дворца занималась комиссия во главе с Бугарским. В нее также входили профессор Великой школы Михаило Валтрович и художник Доменико д’Андреа. Декоративные элементы интерьера и мебель были заказаны у венских мастеров. Симметричная форма фасада Старого дворца в академическом стиле, богато украшенного деталями антики, ренессанса и барокко, подчёркивает главные характеристики академизма и придает королевской резиденции вид самого роскошного дворца в Сербии и в наши дни. В отличие от многих других дворцов, Старый двор не был разрушен во Вторую Мировую войну, и с незначительными повреждениями дожил до наших дней. Правда, в несколько измененном в ходе масштабной реконструкции виде.
Идея построить сложный дворцовый комплекс повлияла на то, что главным фасадом Старого дворца стал тот, который выходил на дворцовый сад и правое крыло комплекса, то есть дворец престолонаследника. Этот фасад, как и другой, с видом на улицу короля Милана, был гораздо богаче. Его симметричность подчеркивается расположением парадного входа, горизонтальным членением на три части и гармоничным распределением архитектурных элементов: балконов, ионических и коринфских колонн, двух кариатид. Этому способствуют и декоративная отделка фасада и два купола, увенчанных королевскими коронами наверху. В центре большого фронтона центрального фасада, над кариатидами находится новый герб Королевства Сербии, который считается первым и старейшим гербом Королевства Сербии, установленным на публичном здании. Часть здания, выходящая на угол улиц короля Милана и Драгослава Йовановича спроектирована в виде башни с куполом и высоким шпилем с двуглавым орлом на нем. Использование этого символ указывает на прямую связь между постройкой дворца и провозглашением Королевства Сербии. За основную линию более скромного фасада, смотрящего в сад, выходит боковой ризалит в виде трехсторонней апсиды домовой церкви на втором этаже.

## Стиль
Старый дворец имеет почти квадратный фундамент 40×40 м. План здания исходил из его основного предназначения — быть местом проведения торжественных приёмов высоких гостей из королевских семей и других торжественных церемоний. Это в значительной мере повлияло на планировку помещений и оформлению интерьера, которым архитектор Бугарский уделял особое внимание.
Здание классического стиля, с центральным помещением, где раньше располагался зимний сад со стеклянной крышей и стенами, украшенными позолоченной лепниной. Центральным мотивом была двух маршевая дубовая лестница с богатым орнаментом, спроектированная известным архитектором Йованом Илкичем. Они были разрушены во время Первой мировой войны. Центральное помещение было окружено залами, из которых можно было попасть в остальные помещения первого и второго этажей. Все представительские помещения были богато обставлены предметами интерьера, импортированными из Вены: актовый зал, музыкальный зал с роялем, желтый, красный, турецкий залы, столовая, лиловый зал, библиотека, домовая церковь.
По своей внешней архитектуре здание является одним из самых красивых достижений академизма в Сербии 19 века. Фасад, который выходит на сад, наиболее богато украшен выступающими балконами, которые обеспечивали более тесный контакт с природой. Наиболее характерными мотивами этого фасада являются кариатиды на уровне первого этажа, которые над балконами поддерживают тимпаны окон. Кариатиды повторяются на фасаде, обращённом к улице Короля Милана, под которыми располагается линия дорических колонн. Они также появляются на фасаде напротив сада между окнами. Два других фасада несколько проще. Подвал и углы здания оформлены в деревенском стиле. Балконы и чердак имеют балюстрады. Три угла здания раньше имели пропорциональные купола.

## Снос и реконструкция
После смены династии Обреновичей на троне (1903), старая резиденция была снесена, а Старый дворец стал официальной резиденцией династии Карагеоргиевичей. Поскольку в Первой мировой войне зданию был причинен большой ущерб, в 1921 г. начались работы по его реставрации под наблюдением комиссии, в составе представителей Министерства строительства и финансов, которую возглавлял управляющий и художник Урош Предич. До апреля 1922 г. было закончено большинство работ: отреставрирована позолоченная лепнина на стенах зимнего сада и в актовом зале, все помещения обставлены мебелью из Лиона и Вене. Когда Новый дворец стал официальной королевской резиденцией в 1922 г., Старый дворец получил своё первоначально публичное назначение, предусмотренное проектом Александра Бугарского (1881).
Еще одна тщательная реконструкция проводилась в течение 1930 — 1931 гг. под руководством придворного архитектора Драгомира Тадича. Вся фасадная лепнина из гипса была заменена декором из искусственного камня. Работой руководил архитектора Светомира Лазича. Здание Старого дворца тяжело пострадало в бомбардировке Белграда 6. апреля 1941 г. После Второй мировой войны и последующих политических перемен здание Старого дворца получило новое назначение. После реконструкции, 1947 — 1949 гг. у него появилась не только новая функция, но и совсем новое решение парадного подъезда и фасада с видом на проспект короля Александра. Автором проекта был Драгиша Брашована. Оба небольших купола, увенчанные коронами, и другие королевские символы сняты с фасада. Реконструкция и оформление интерьера выполнены по проекту архитектора Александра Джорджевича. Особое внимание уделено актовому залу, в котором представлена новая государственная и республиканская символика и витражи на тему народно-освободительной борьбы. Помимо Брашована и Джорджевича в реконструкции здания участвовали и другие отечественные архитекторы Братислав Стоянович, Милан Минић, Слободан Михаилович и Момчило Белобрк.
После Второй мировой войны в здании Старого дворца находилось Представительство национального собрания, Правительство СФРЮ и Союзное федеральное правительство. С 1961 г. в Старом дворце располагается Мэрия Белграда. Старый дворец объявлен культурным памятником в 1983 г.

## Галерея
- Разрушенный югославский Королевский дворец. Бомбардировка Белграда (1941)

## В культуре
Отель стал основным местом съёмок французского фильма 1986 года «Твист снова в Москве», где сыграл роль московского отеля «Толстой».